# Henning Wehn

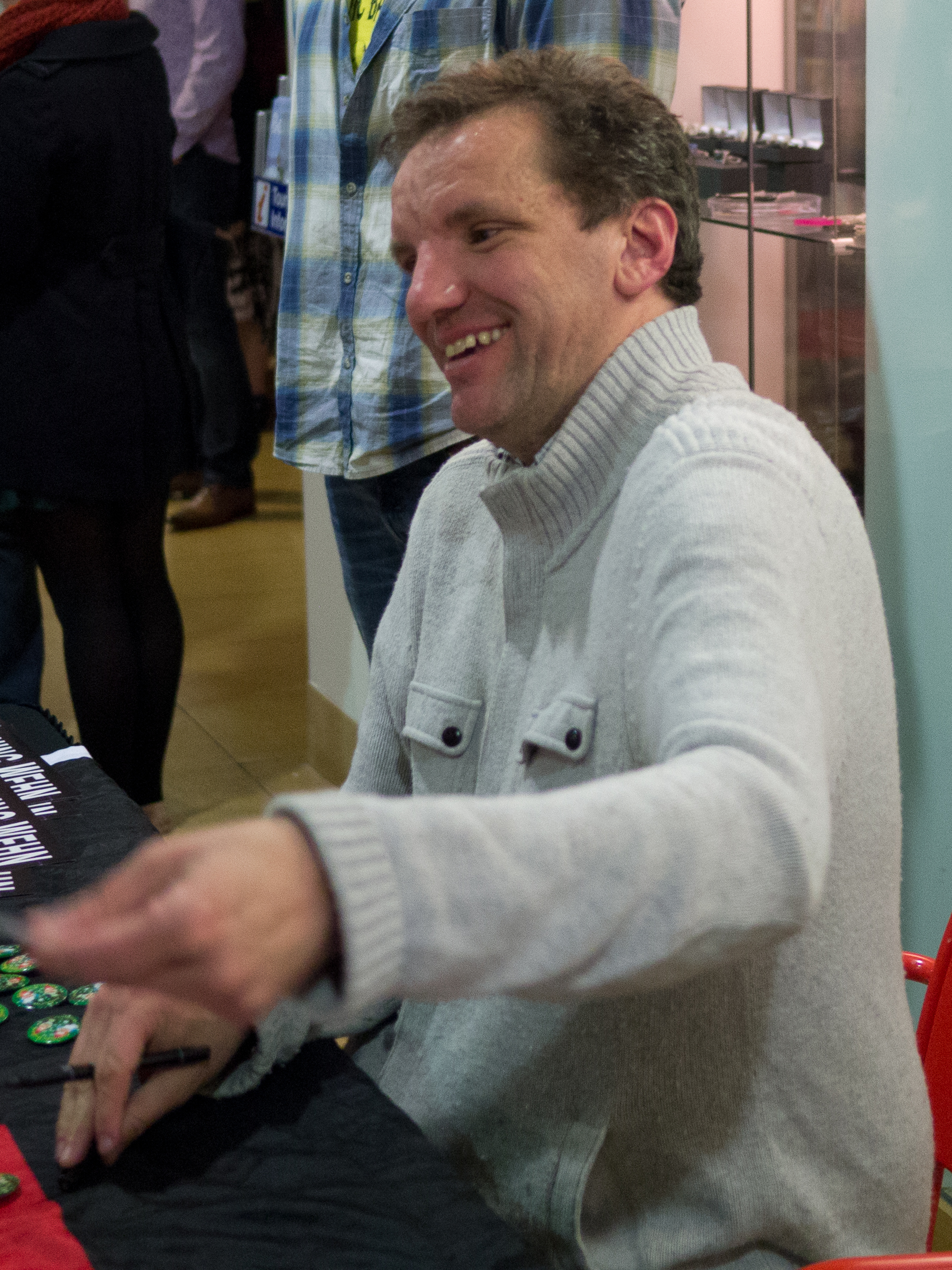
Henning Wehn 2013

Henning Wehn (* 10. April 1974 in Hagen) ist ein deutscher Stand-up-Comedian, der in St. Leonards / East Sussex lebt.

## Leben
Seit Oktober 2003 ist Wehn als selbsternannter „German Comedy Ambassador“ (Deutscher Comedy-Botschafter) in London tätig. 
Nachdem er im Vorprogramm diverser Komiker in London aufgetreten war, tritt er nun mit seinem eigenen Programm in zahlreichen britischen Clubs auf, in denen Stand-up-Comedy zum Tagesgeschäft gehört. Mittlerweile ist er regelmäßig im britischen Comedy-Format „FAQ U“ (Channel 4) zu Gast, das durch Endemol produziert wird. In Deutschland wurde er durch ein eigenes Comedy-Format auf dem Lokalradio Antenne Münster bekannt.
Wehn verkörpert hauptsächlich das Klischee der Deutschen in Großbritannien. Er zeichnet sich primär dadurch aus, Witze bis ins kleinste Detail zu analysieren und ausführlich die Pointen zu erklären.

## CD-Album
2004 erschien Wehns erste CD unter dem Titel „What happened there...“.

## Auszeichnungen
- Hackney Empire 2005 New Act of the Year
- Gewinner des Bracknell Comedy Festival 2004 (New Act Competition)
- Zweiter Platz beim York Comedy Festival 2004 (New Act Competition)